# Marion Meyer
 (décembre 2017).
Si vous disposez d'ouvrages ou d'articles de référence ou si vous connaissez des sites web de qualité traitant du thème abordé ici, merci de compléter l'article en donnant les références utiles à sa vérifiabilité et en les liant à la section « Notes et références ».
Pour les articles homonymes, voir Meyer.
Ne pas confondre avec Marion Meyer (de) (1954-), une archéologue allemande.
Marion Meyer, née à Francfort-sur-le-Main (Allemagne), est une historienne d'art, experte de l'artiste américain Man Ray. Elle est la présidente de l'Association Internationale Man Ray. L'association fut fondée en 1990 par Juliet Man Ray.

## Biographie
Marion Meyer a fait des études d'histoire de l'art à l'Université de Lausanne. Elle est venue en France au début des années 1960 où elle a fréquenté plusieurs artistes : Hans Hartung, Max Ernst, Dorothea Tanning, Man Ray.  Elle a épousé en 1973 à Las Vegas (États-Unis), Marcel Zerbib éditeur de livres d'artistes, de gravures et les « objets de mon affection » de Man Ray. Elle a été de 1979 à 2009 la directrice de la galerie « Marion Meyer », située 15, rue Guénégaud à Paris. La galerie a exposé les artistes d'avant-garde du début du XXe siècle ; Man Ray, Marcel Duchamp, Max Ernst, Francis Picabia. Elle s'est spécialisée dans le dadaïsme et le surréalisme.
De 2006 à 2010 la galerie a continué sous le nom de Marion Meyer Contemporain, toujours sous la direction de Marion Meyer, et s'est installée à Paris où elle a travaillé avec des artistes contemporains. De 2010 à 2015, Marion Meyer et sa fille Eva Meyer-Zerbib se sont associées et ont pris la direction conjointe d'une galerie à Francfort-sur-le-Main (Allemagne) sous le nom de Galerie Marion & Eva Meyer Contemporain. En 2010, sa fille Eva Meyer a ouvert une galerie sous son propre nom.
La galerie Marion Meyer, Marion Meyer Contemporain, puis la Galerie Marion & Eva Meyer Contemporain ont participé à des foires d'art dont Art Basel Miami, la FIAC, Paris Photo. Marion Meyer a été également commissaire de plusieurs expositions à l'étranger sur l'œuvre de l'artiste Man Ray.

## Expositions
- Galerie Marion Meyer, Paris. Expositions de Man Ray[2], Max Ernst, Francis Picabia, Marcel Duchamp, Marcel Jean, Raymond Hains, Maurice Henry, Sophie Delaporte, Pucci De Rossi etc.

- Marion Meyer Contemporain, Paris. Expositions de Michel Aubry, Franck Eon, Claude Rutault, Patrick Neu[3], Autofictions (commissaire Guy Scarpetta), Piotr Kowalski, Werner Büttner, Raymond Pettibon, Olivier Dollinger, Michèle Waquant[4]...
- Galerie Marion & Eva Meyer Contemporain, Francfort-sur-le-Main (Allemagne). Expositions de Jan Kopp, Michel Aubry, Künstlerbüchen, Man Ray, Picabia, Michel Herreria, Claude Rutault[5]...

## Commissariat d'expositions
- Man Ray et ses amis, The Yomiuri Shinbun, Tokyo (Japon), 1991. Publication d'un catalogues avec textes de Jeanine Warnod, Marion Meyer, Takao Nakamura[6].
- Man Ray:  I am an enigma, Art Planning Rey Inc., Tokyo (Japon), 2004-05. Publication d'un catalogues avec textes de Marion Meyer "Person to Person",  Kunio IWAYA.
- Man Ray: yo soy un enigma, Fundacion Malaga et la Fundacion Picasso Casa Natal (Espagne), 2006. Publication d'un catalogue avec textes de Man Ray, Marion Meyer et Silvia Alzueta[7].
- Man Ray - Colleccion Marion Meyer, Museo de Arte Banco de la Republica, Bogota (Colombie), 2010[8]. Publication d'un catalogue[9].
- Man Ray Visages of the Woman, Musée d'art contemporain Goulandris, Andros (Grèce), 2015. Publication d'un catalogue  (ISBN 978-960-8104-67-9)
- Man Ray and the Women, The Bunkamura Museum, Tokyo[10], Nagano Prefectural Art Museum, Niigata City Art Museum, The Museum of Modern Art, Hayama Kanagawa (Japon) 2022-2023. Publication d'un catalogue.
- Man Ray: Images, Dreams and Loce, M Woods Museum, Beijing (Chine), 2022[11]
- Man Ray and his Muses, TAG Museum, Qingdao (Chine), 2023
- En préparation: Le Nouveau réalisme au Musée d'art contemporain Goulandris, Athènes (Grèce), janvier 2023